# 龙冈小学
龙冈小学是江苏省盐城市盐都区龙冈镇的一所全日制小学，原名“龙冈市立第一国民学校”。

## 历史
龙冈小学创办于1904年（清朝光绪29年正月），1912年改名为市立第一高小学校，1915年（民国三年一月）又改名为第二国民高校。1928年改名为龙冈镇小学。1940年以前，在凤凰桥南首的放生庵、弥陀寺一度借用作为校舍。1941年下半年，日寇逼近龙冈，为适应形势，学校分散迁至农村坚持教学，校名为“龙冈镇小学裔家舍分校”及三里桥分校、祁家舍分校、大李庄分校等四所，校舍借用庙宇、祠堂或民房，课桌均是学生自备的板条搭搁。1945年9月，日本侵略军撤出龙冈，龙冈小学重新恢复设两初、三高5个班，学生近150人，校址在凤凰桥北首东侧的同仁堂。1946年，学校停办。1947年秋解放军攻占盐城县，龙冈小学重新建立，由镇长徐金堂为首组织起校董会，校址设在油坊巷西首，学生又干部子女带头入学。1950年，班级逐渐增多，又发展了西校。